# Ragnar Dahlberg (bibliotekarie)
Ragnar Reinhold Dahlberg, född 8 oktober 1877 i Åbo, död 7 januari 1950 i Helsingfors, var en finländsk biblioteksman. 
Dahlberg, som var son till prosten Lars Gustaf Viktor Dahlberg och Klara Maria Antoinette Nystedt, blev student 1896, filosofie kandidat 1904 och filosofie magister 1907. Han blev e.o. amanuens vid Helsingfors universitetsbibliotek 1900, var underbibliotekarie 1918–1945 och verkade därefter som kanslerssekreterare vid Åbo Akademi. Han handhade från 1918 som Svenska litteratursällskapets arkivarie skötseln av dess Runebergbibliotek och -arkiv. Han skrev ett stort antal bokhistoriska uppsatser, särskilt rörande värdefulla fynd av svenska tryck från reformationstiden som han gjort.